# Stenasellus bragai
Stenasellus bragai là một loài chân đều trong họ Stenasellidae. Loài này được Magniez miêu tả khoa học năm 1976.